# Flée (Côte-d'Or)
Pour les articles homonymes, voir Flée.
Flée est une ancienne commune française située dans le département de la Côte-d'Or en région Bourgogne-Franche-Comté.
La commune fusionne le 1er janvier 2019 avec Bierre-lès-Semur pour former la nouvelle commune du Val-Larrey.

## Géographie
Située au sud de Semur-en-Auxois, Flée est une des trois communes riveraines du lac de Pont (barrage-réservoir artificiel). Son territoire d'environ 12 km2 varie de 285 m d'altitude (niveau du lac de Pont à l'est) à 386 à proximité de la tête de Vellenosse à l'ouest. Le sud se partage entre agriculture et pâturage alors que le nord est plutôt occupé par les activités forestières (bois de la Ronce et bois Chamont en bordure du lac, bois de Flée coiffant la colline qui barre le nord du village et bois du Breuil dans la pointe nord. L'autoroute A6 passe sur le territoire, au sud-ouest, à proximité du péage de Bierre-lès-Semur ( 23 de l'A6).

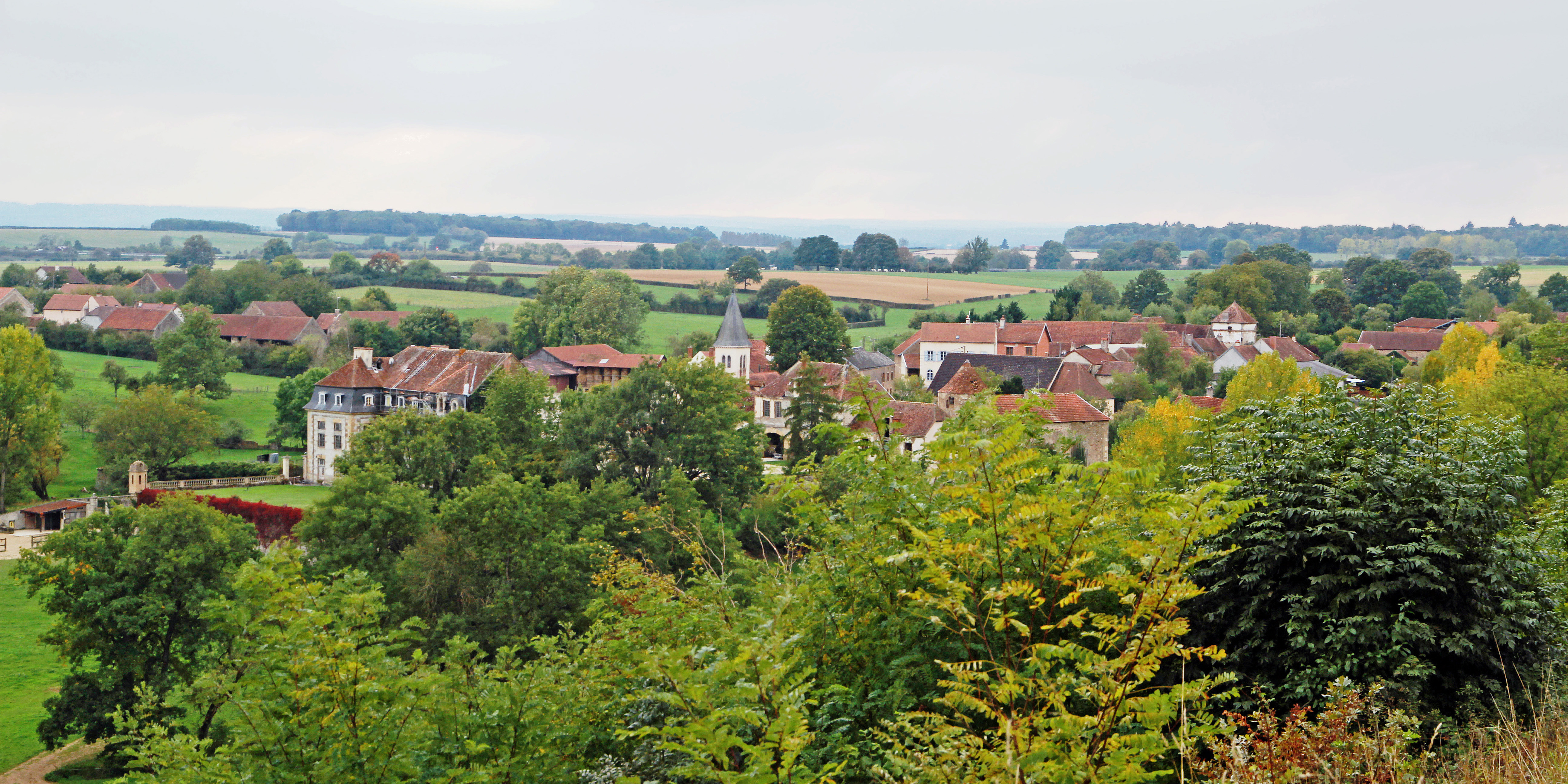
Village de Flée vu de la route d'Alleret.

### Hydrographie
La limite est du territoire est marquée par le milieu du lac de Pont qui est en fait le lit de la rivière Armançon (bassin versant de l'Yonne). Le village de Flée est longé d'ouest en est par le ruisseau de la Malaise qui devient le ruisseau de Larrey après avoir reçu le ru Bourgeon (qui reçoit lui-même le ru de Flée). Il va rejoindre la queue du lac, quelques étangs artificiels pas toujours remplis ont été aménagés sur son cours. Plus au sud, le ru de Verpot rejoint également l'Armançon dans la zone humide qui n'est remplie par le lac que lorsque celui-ci est à son niveau maximum. D'autres petits cours d'eau comme le ruisseau des Pralats au nord d'Alleret, pas toujours alimentés, vont également finir dans le lac, essentiellement dans les zones boisées. La pointe la plus nord du territoire est formée par une partie du ru de Putain et de son affluent le ru du Breuil, qui se jette dans l'Armançon en aval du barrage de Pont.

### Hameaux, écarts, lieux-dits
- Alleret, avec, à proximité, son village de vacances sur un promontoire du lac de Pont.

## Histoire

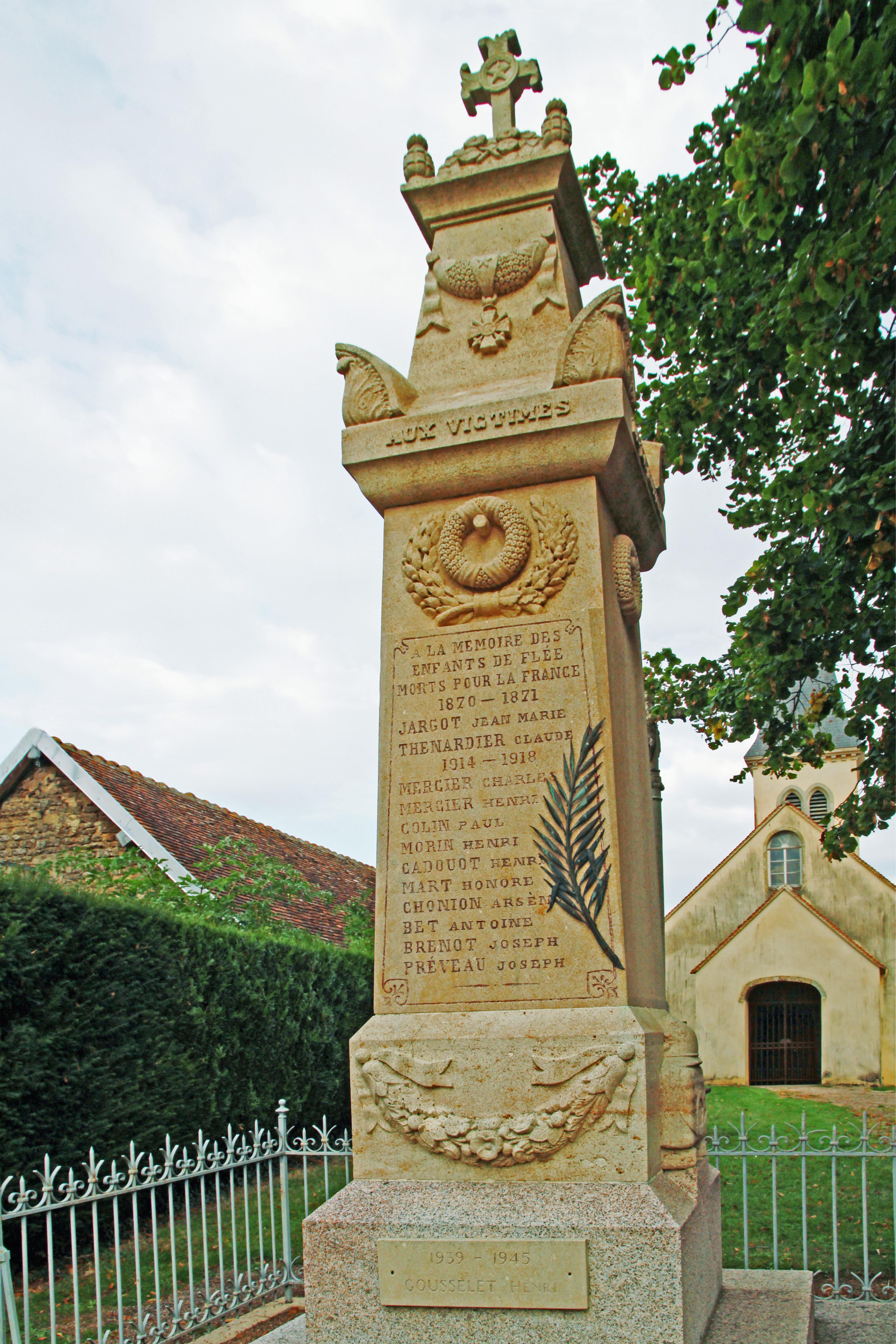
Monument aux morts de Flée.

Le 1er janvier 2019, la commune fusionne avec Bierre-lès-Semur pour créer la commune nouvelle du Val-Larrey dont la création est actée par un arrêté préfectoral du 21 novembre 2018.

## Politique et administration

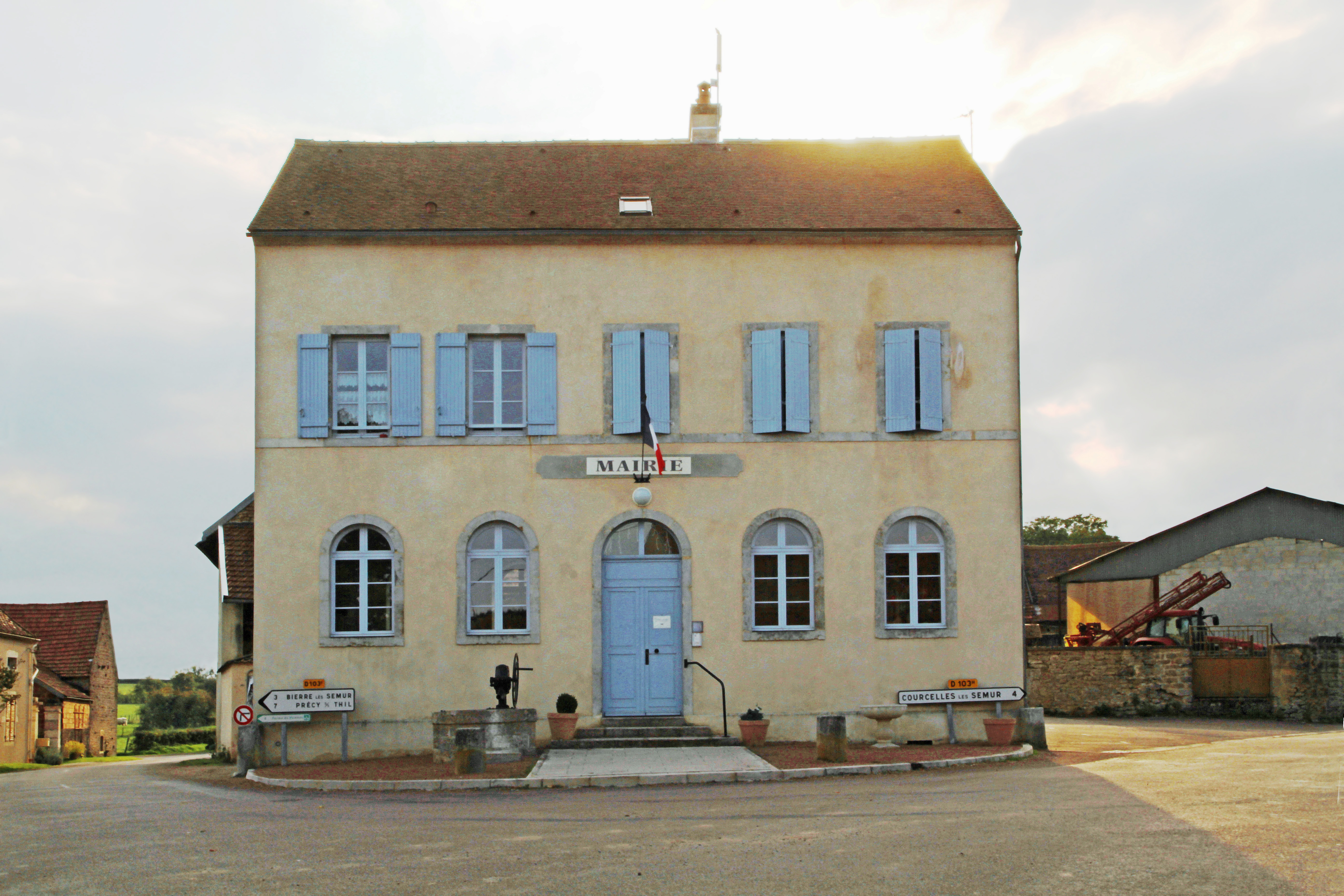
Mairie de Flée.

| Période                                  | Période  | Identité         | Étiquette | Qualité          |
| ---------------------------------------- | -------- | ---------------- | --------- | ---------------- |
| mars 2001                                | En cours | M. Michel Millot | DVD       | Salarié agricole |
| Les données manquantes sont à compléter. |          |                  |           |                  |

## Démographie
L'évolution du nombre d'habitants est connue à travers les recensements de la population effectués dans la commune depuis 1793. Pour les communes de moins de 10 000 habitants, une enquête de recensement portant sur toute la population est réalisée tous les cinq ans, les populations de référence des années intermédiaires étant quant à elles estimées par interpolation ou extrapolation. Pour la commune, le premier recensement exhaustif entrant dans le cadre du nouveau dispositif a été réalisé en 2008.

En 2016, la commune comptait 168 habitants, en évolution de +3,07 % par rapport à 2010 (Côte-d'Or : +0,82 %, France hors Mayotte : +2,11 %).
| 1793 | 1800 | 1806 | 1821 | 1831 | 1836 | 1841 | 1846 | 1851 |
| ---- | ---- | ---- | ---- | ---- | ---- | ---- | ---- | ---- |
| 384  | 330  | 404  | 333  | 333  | 390  | 419  | 406  | 416  |

| 1856 | 1861 | 1866 | 1872 | 1876 | 1881 | 1886 | 1891 | 1896 |
| ---- | ---- | ---- | ---- | ---- | ---- | ---- | ---- | ---- |
| 422  | 385  | 393  | 372  | 359  | 353  | 333  | 337  | 324  |

| 1901 | 1906 | 1911 | 1921 | 1926 | 1931 | 1936 | 1946 | 1954 |
| ---- | ---- | ---- | ---- | ---- | ---- | ---- | ---- | ---- |
| 300  | 305  | 272  | 235  | 216  | 213  | 196  | 203  | 166  |

| 1962 | 1968 | 1975 | 1982 | 1990 | 1999 | 2006 | 2008 | 2013 |
| ---- | ---- | ---- | ---- | ---- | ---- | ---- | ---- | ---- |
| 160  | 149  | 131  | 118  | 136  | 136  | 155  | 161  | 167  |

| 2016 | - | - | - | - | - | - | - | - |
| ---- | - | - | - | - | - | - | - | - |
| 168  | - | - | - | - | - | - | - | - |

## Culture locale et patrimoine

### Lieux, monuments et pôles d'intérêt
En 2015, la commune compte un monument inscrit à l'inventaire des monuments historiques, un élément répertorié à l'inventaire des objets historiques et quatre objets répertoriés à l'inventaire général du patrimoine culturel.
- Lac de Pont (activités de pleine nature, sentier pédestre périphérique de 12 km).
- Château de Flée  Inscrit MH (1983)[9] du XVIIIe siècle avec un escalier monumental et la terrasse qui ouvre sur le parc.
- Église Saint-Symphorien qui possède des peintures et des vitraux classés.

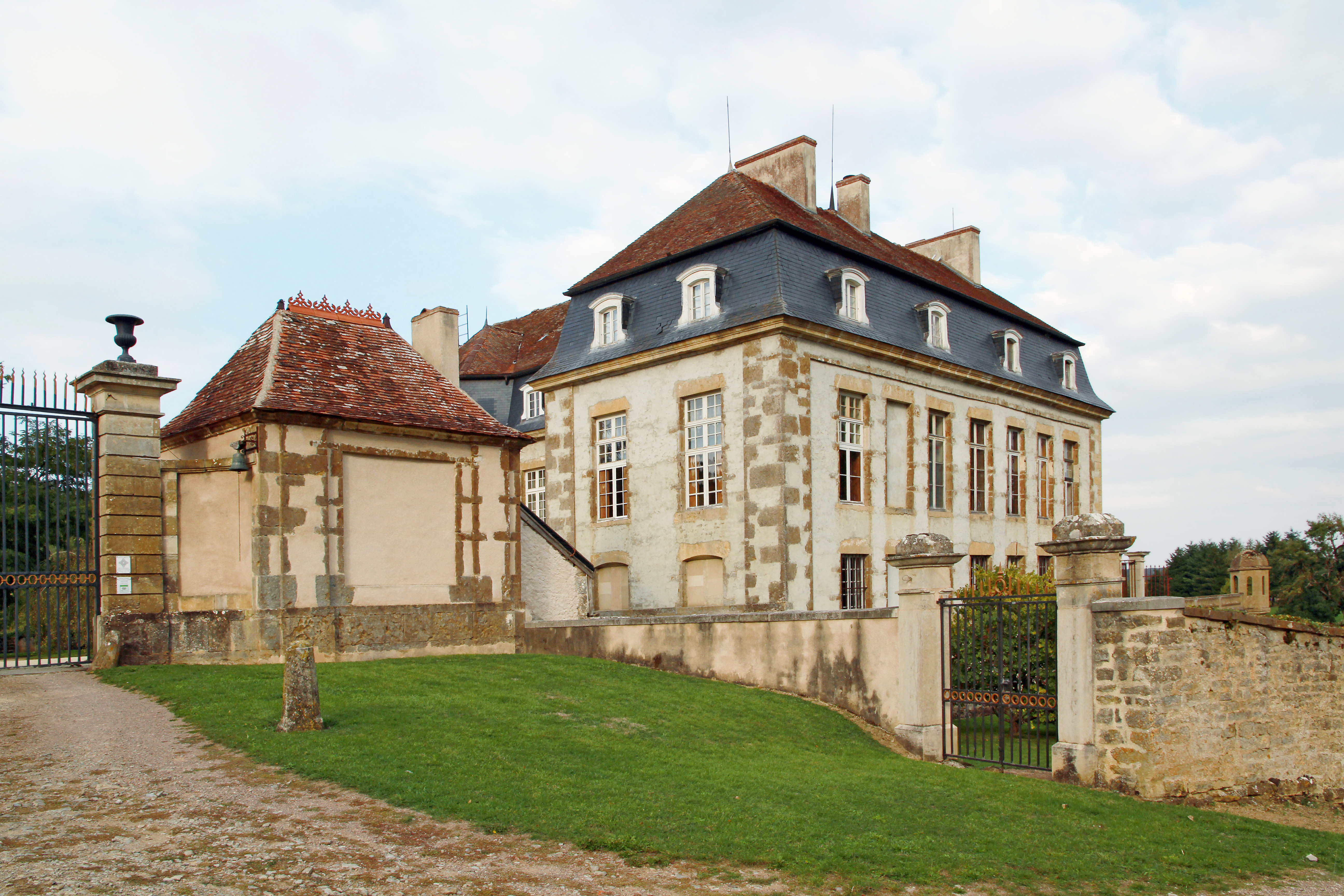
Château XVIIIe.
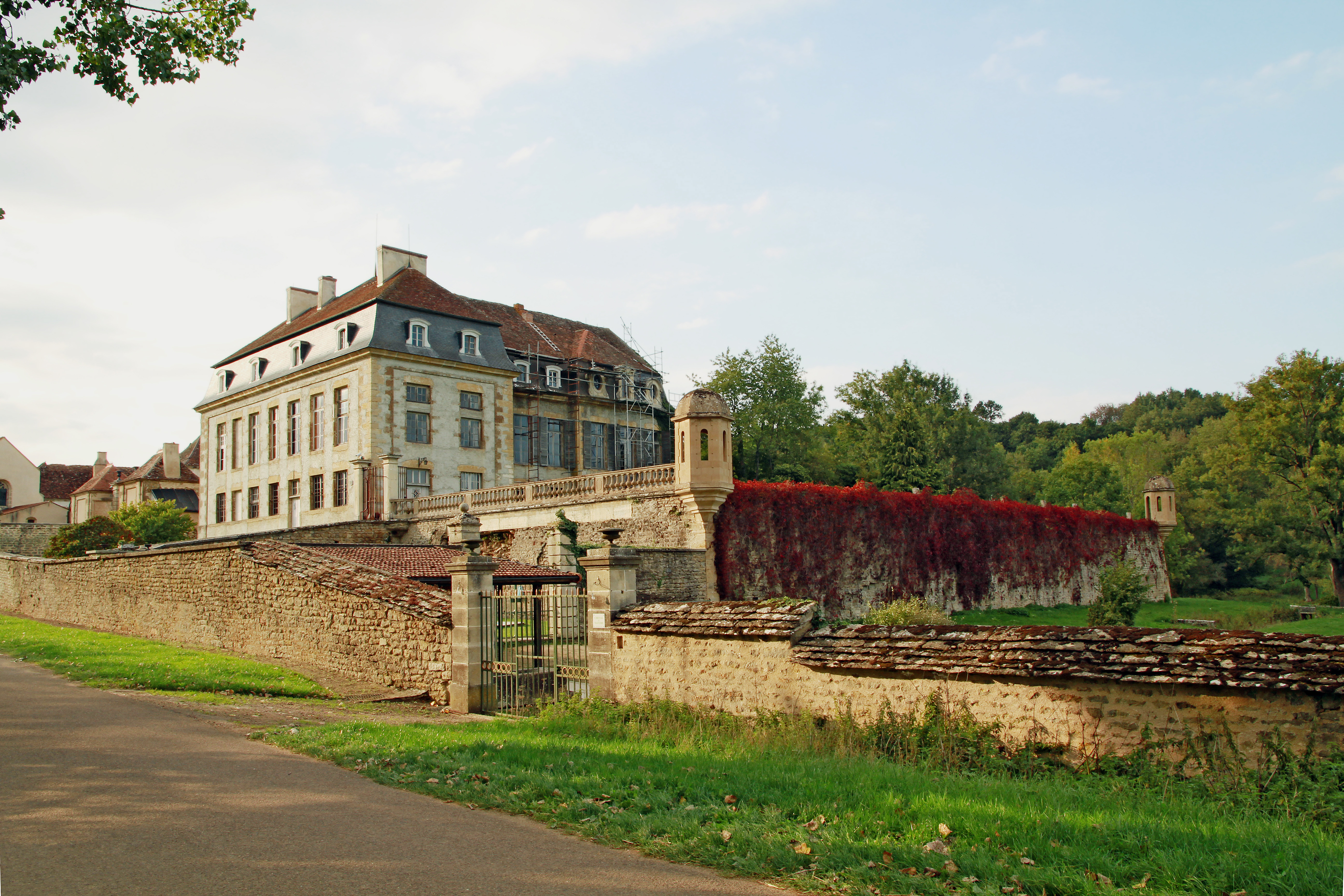
Côté terrasse du château.
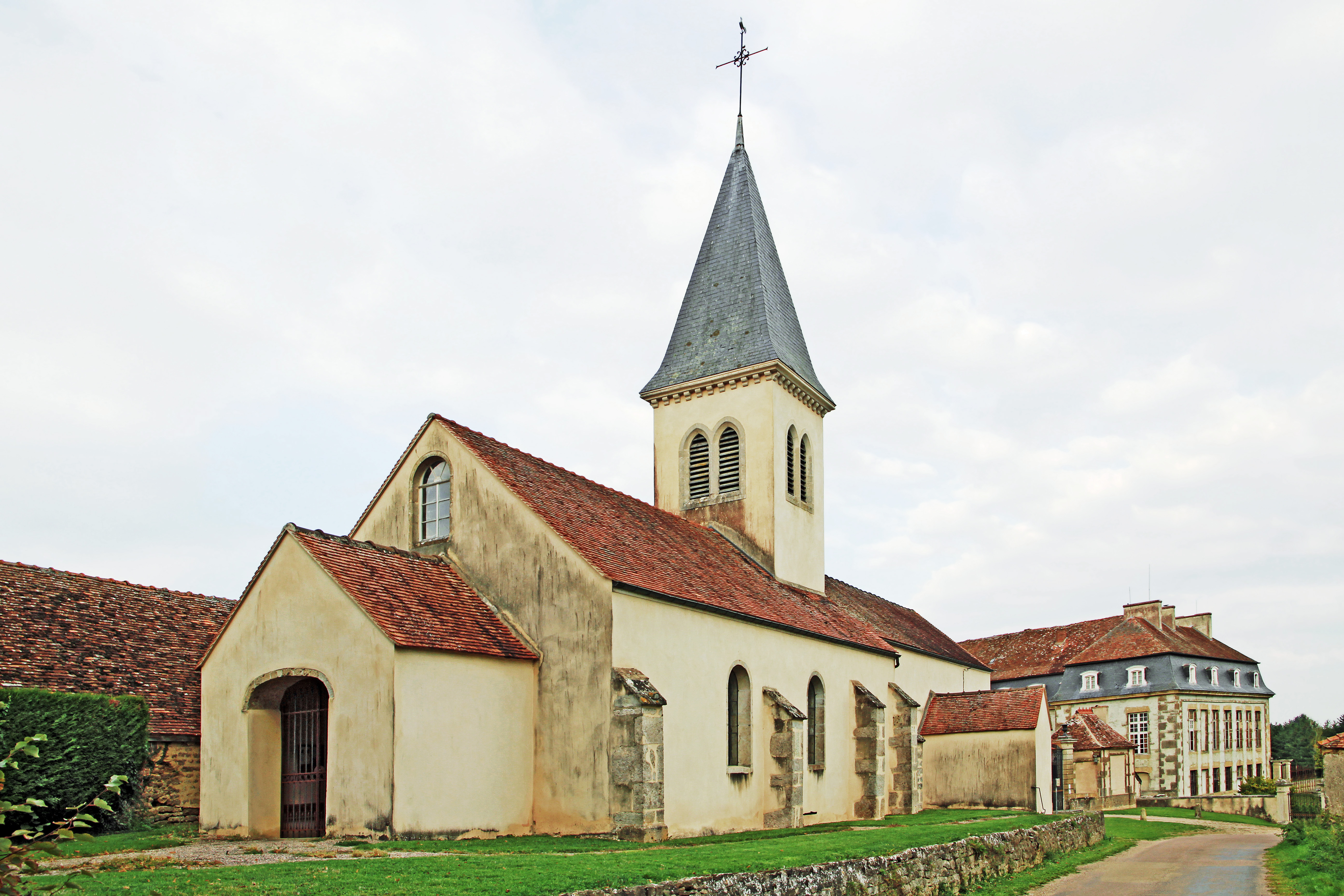
Église Saint-Symphorien.
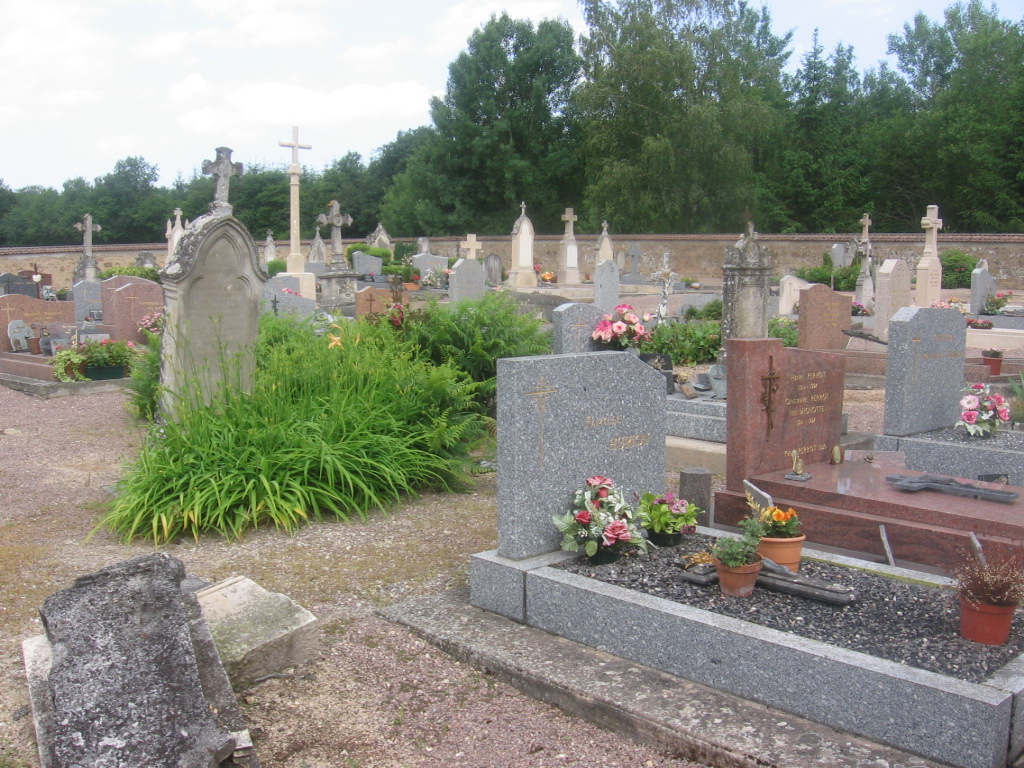
Cimetière.